# Myndus enotata
Myndus enotata är en insektsart som beskrevs av Van Duzee 1909. Myndus enotata ingår i släktet Myndus och familjen kilstritar. Inga underarter finns listade i Catalogue of Life.